# Roger Staub
Roger Staub (n. 1 iulie 1936, Arosa, cantonul Graubünden, Elveția – d. 30 iunie 1974, Verbier⁠(d), Cantonul Valais, Elveția) a fost un schior alpin ce a reprezentat Elveția, medaliat olimpic. A participat la 2 ediții ale Jocurilor Olimpice (1956, 1960) în care a câștigat o medalie de aur.